# سگ دشتی دم‌سیاه
سگ دشتی دم‌سیاه (نام علمی: Cynomys ludovicianus) نام یک گونه از سرده سگ دشتی است.